# Commission des normes, de l'équité, de la santé et de la sécurité du travail
Pour les articles homonymes, voir Commission de la santé.
La Commission des normes, de l'équité, de la santé et de la sécurité du travail (CNESST) est l'organisme principal responsable de l'application des lois du travail au Québec. Elle fait la promotion des droits et obligations des travailleurs et des employeurs au Québec. Elle en assure le respect auprès des travailleurs et des employeurs québécois.

## Histoire
La CNESST est née du regroupement de trois organismes qui œuvraient dans le milieu du droit du travail au Québec : la Commission de la santé et de la sécurité du travail (CSST), Commission des normes du travail (CNT) et la Commission de l'équité salariale (CES). Le projet de regrouper les organismes a été annoncé par le gouvernement Couillard lors de l'énoncé budgétaire de mars 2015. 
La loi regroupant les trois organismes est adoptée par l'Assemblée nationale en juin 2015 et elle entre en vigueur le 1er janvier 2016.

## Mission
La CNESST a pour mission de faire la promotion des droits et des obligations en matière de travail et d’en assurer le respect, tant auprès des travailleurs que des employeurs du Québec.
Pour ce faire, elle: 
- favorise des relations de travail justes et équilibrées
- assure l’implantation et le maintien de l’équité salariale
- vise la prise en charge de la santé et de la sécurité par les milieux de travail, indemnise les victimes de lésions professionnelles et veille à leur réadaptation

La CNESST est responsable de l'application d'une dizaine de lois québécoises en matière de droit du travail, dont les principales sont la Loi sur la santé et la sécurité du travail, qui est par ailleurs sa loi constitutive, la Loi sur les accidents et les maladies professionnelles, la Loi sur l'équité salariale et la Loi sur les normes du travail. Ces lois habilitent, pour la plupart, divers règlements. 

## Conseil d'administration
Le conseil d'administration de la CNESST est composé de 15 membres nommés par le gouvernement. Ce nombre inclut la présidente du conseil d'administration et chef de la direction de la CNESST, qui préside les réunions du conseil. Les autres membres représentent, en parts égales, le milieu des travailleurs et celui des employeurs.
De plus, le ministre responsable du Travail nomme un observateur auprès du conseil d'administration. Cet observateur participe aux réunions, sans droit de vote.

## Siège social
Le premier siège social de la CNESST est celui situé sur la rue Bourdages à Québec qui était celui de la CSST et de son ancêtre la CAT de 2016 à 2022. Un nouveau siège social est effectif depuis 2022 et est située sur la rue d'Estimauville à Québec. 